# Burt Rutan
Elbert Leander Rutan, detto Burt (Estacada, 17 giugno 1943), è un ingegnere statunitense, particolarmente famoso per l'originalità dei suoi progetti di aeromobili leggeri, resistenti, efficienti e dall'aspetto inusuale.

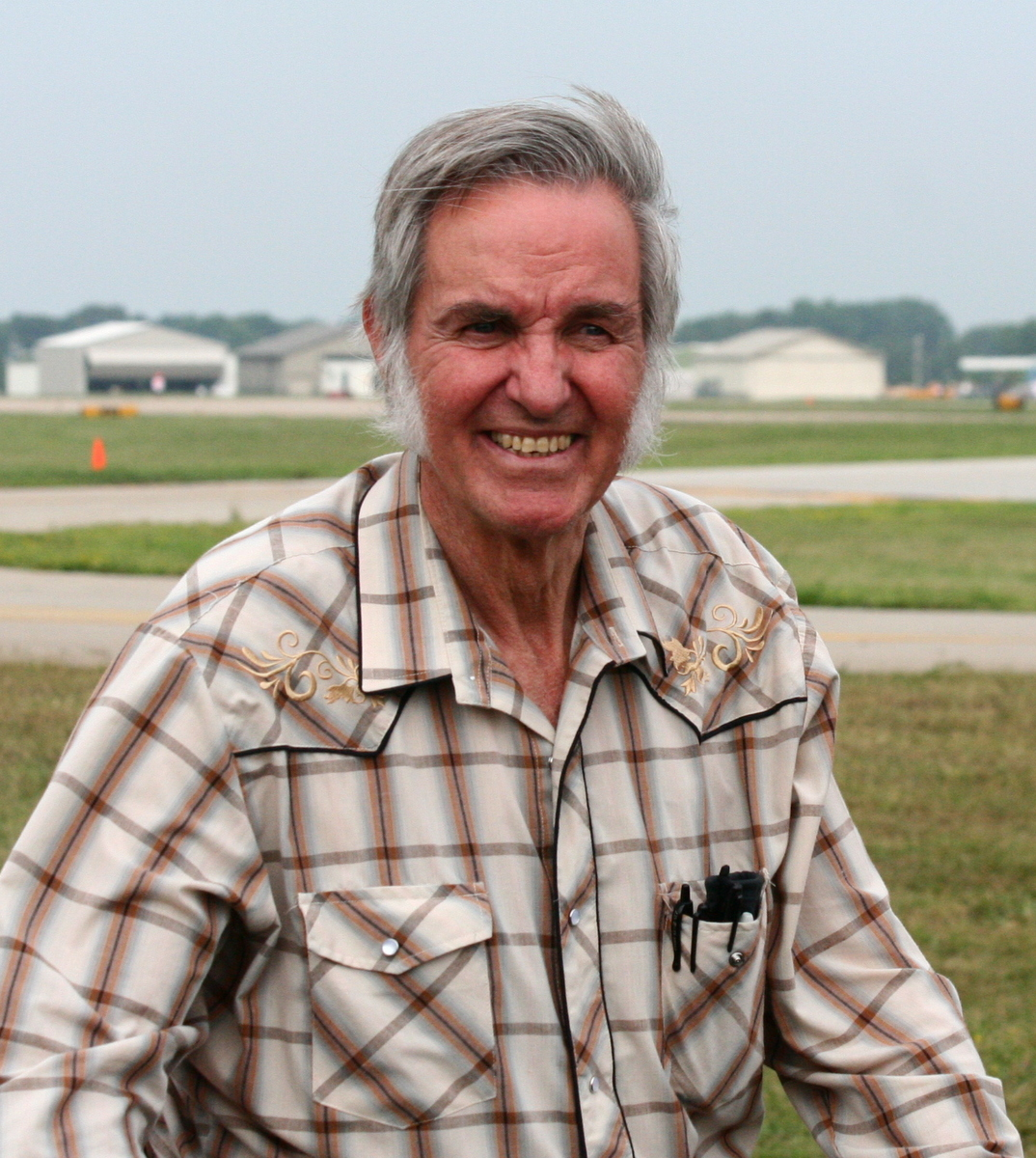
Burt Rutan (2011)

La sua fama deriva principalmente dall'aver progettato il primo aeroplano in grado di compiere il giro del mondo senza atterrare o ricevere rifornimenti e dall'aver costruito il velivolo suborbitale SpaceShipOne.

## Biografia
Burt Rutan nacque nell'Oregon, trenta chilometri a sudest di Portland. Cresciuto a Dinuba, in California, già durante l'infanzia dimostrò interesse per il volo e la progettazione di aeroplani. Ad otto anni pare che progettasse e costruisse i suoi primi modellini e pilotò per la prima volta un vero aereo nel 1959, all'età di sedici anni.
Terzo nella sua classe, si laureò in ingegneria aeronautica nel 1965 alla California Polytechnic State University.
Dal 1965 al 1972 lavorò per l'aeronautica militare americana presso la Edwards Air Force Base, occupandosi di nove progetti diversi, tra cui l'XC-142 VSTOL.
In seguito divenne direttore del centro di collaudo Bede per la Bede Aircraft a Newton nel Kansas, carica questa che mantenne sino al 1974.
Nel giugno del 1974 si mise in proprio, fondando la Rutan Aircraft Factory, nel deserto del Mojave.
Progettò e realizzò un gran numero di prototipi; il primo di essi fu il Rutan VariViggen. In seguito con la neonata R.A.F. vendette i progetti per l'autocostruzione del VariViggen, Vary-ez, Long-ez, il cozy e un motoaliante solitair tutto progettati con soluzioni canard.
Nell'Aprile del 1982 fondò la Scaled Composites, nella quale nasce il progetto voyager per la circumnavigazione del globo senza scalo. Oggi Scaled Composites è una delle aziende leader mondiali nella progettazione di aeroplani innovativi fornitore di diversi velivoli adottati dalla difesa e dalla NASA. La sede della Scaled Composites si trova sempre nel deserto del Mojave.

## Modelli
Durante la sua attività Rutan ha progettato centinaia di aeroplani, tra i quali il "Model 76 Voyager" noto spesso col nome di Rutan Voyager, famoso per aver completato il giro del mondo non-stop in nove giorni, pilotato nel 1986 dal fratello di Burt, Dick Rutan.
Notevole fu la realizzazione per Steve Fossett del Virgin Atlantic GlobalFlyer aereo da record a turbogetto con il quale furono infranti diversi record, come la circumnavigazione del globo in solitario senza scalo e rifornimento di carburante, e percorsi su grande distanza.
Fu destinato a balzare nuovamente agli onori della cronaca nel giugno 2004 grazie a SpaceShipOne, che fu il primo velivolo a raggiungere lo spazio utilizzando solo finanziamenti non governativi. In ottobre dello stesso anno l'aereo gli permise di vincere il premio Ansari X, completando due voli nel giro di due settimane e trasportando l'equivalente in peso di tre persone, riutilizzando almeno l'80% della struttura dell'aeronave.
Questo successo diede ben presto frutti anche dal punto di vista commerciale: la Virgin Galactic, società del gruppo Virgin, ha dato il via ad un progetto di turismo spaziale nel 2008 utilizzando aerei del tipo di SpaceShipOne, con l’obiettivo di renderli fruibili regolarmente entro il gennaio 2026. Questi nuovi velivoli, chiamati SpaceShipTwo, sono stati progettati ancora da Burt Rutan e permetteranno a 20 passeggeri di osservare la Terra dall'altezza di 100 - 120 chilometri. I primi test sono stati effettuati a luglio 2007, purtroppo funestati da ingegneri morti durante il collaudo. La Scaled Composites resta focalizzata nello sviluppo dello SpaceShipTwo per il trasporto passeggeri verso la stazione orbitale.
Burt Rutan ha lavorando allo sviluppo di un'astronave con la Transformational Space Corporation che è stata in grado di trasportare passeggeri fin sulla Stazione spaziale internazionale.
Altri suoi progetti sono il Raytheon Beechcraft Starship, il Proteus, aereo capace di volare ad alta quota per lunghi periodi, il jet militare Ares, il Boomerang, velivolo dalla forma estremamente asimmetrica come il White Knight Two e un nuovo velivolo che ha ripetuto il giro del mondo senza sosta il già citato GlobalFlyer nel febbraio 2006, e infine alcuni piccoli aerei leggeri d'impiego generico, come il VariEze, Long-EZ, Quickie, Quickie 2 e il Defiant. Conta innumerevoli cooperazioni con svariati progetti aeronautici dalla forma insolita, suo è anche il frutto del progetto del MQ-1 Predator.